# 比斯罗特和蒙特纳耶
比斯罗特和蒙特纳耶（法語：Busserotte-et-Montenaille，法語發音：[bysʁɔt e mɔ̃tnaj]）是法国科多尔省的一个市镇，属于第戎区。

## 地理
比斯罗特和蒙特纳耶（47°39'47"N, 4°58'36"E）面积6.56 平方千米，位于法国勃艮第-弗朗什-孔泰大區科多尔省，该省份为法国中东部省份，北起奥布省，西接涅夫勒省和约讷省，南至索恩-卢瓦尔省，东南接汝拉省，东临上索恩省，东北部与上马恩省接壤。
与比斯罗特和蒙特纳耶接壤的市镇（或旧市镇、城区）包括：格朗塞堡-讷韦勒、库尔隆、比西耶尔。

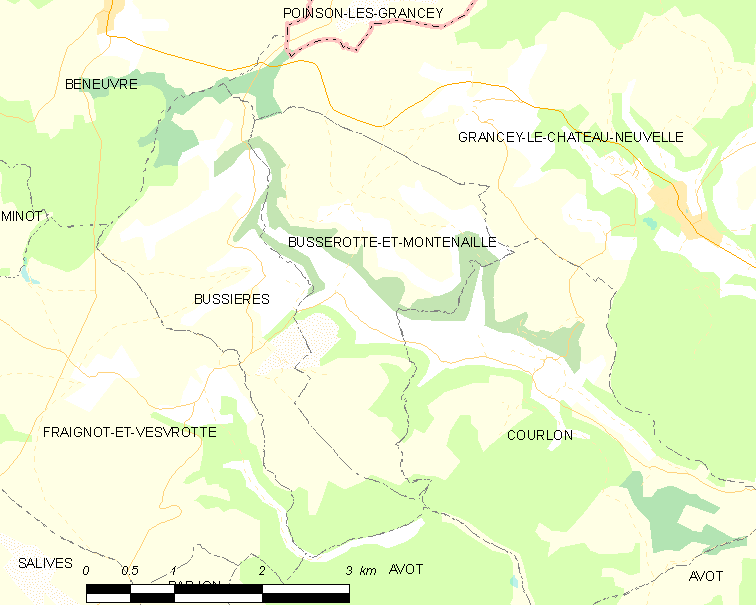
比斯罗特和蒙特纳耶的OSM定位图

比斯罗特和蒙特纳耶的时区为UTC+01:00、UTC+02:00（夏令时）。

## 行政
比斯罗特和蒙特纳耶的邮政编码为21580，INSEE市镇编码为21118。

## 政治
比斯罗特和蒙特纳耶所属的省级选区为蒂耶河畔伊斯县。

## 人口

1962-2008年间比斯罗特和蒙特纳耶人口变化图示

比斯罗特和蒙特纳耶于2022年1月1日时的人口数量为33人。